# NGC 6684
NGC 6684 é uma galáxia lenticular (SB0) localizada na direcção da constelação de Pavo. Possui uma declinação de -65° 10' 22" e uma ascensão recta de 18 horas, 48 minutos e 57,4 segundos.
A galáxia NGC 6684 foi descoberta em 8 de Junho de 1836 por John Herschel.